# Блохин, Сергей Николаевич
Блохин Сергей Николаевич (15 января 1960, Петрозаводск) — российский пластический и реконструктивный хирург, доктор медицинских наук, профессор, один из первых пластических хирургов России.
Вице-президент организации «Национальное научное маммологическое общество». Основатель ведущего центра пластической хирургии «Фрау Клиник». Первым в СССР выполнил увеличение молочной железы, мастопексию (подтяжку молочной железы) и реконструктивную пластику груди после радикальной мастэктомии ректоабдоминальным лоскутом. С 2014 года является ведущим экспертом и пластическим хирургом самого популярного реалити-проекта о пластической хирургии на российском телевидении «На 10 лет моложе», в рамках которого было выполнено более 100 антивозрастных пластических операций и косметологических процедур, продемонстрировавших феноменальные достижения российской эстетической медицины.

## Биография
Родился 15 января 1960 года в Петрозаводске, Республика Карелия. Мать — Нина Степановна Блохина — отоларинголог , отец — Блохин Николай Захарович — военный врач.
- В 1986 году окончил лечебный факультет 1-й ММИ им. И. М. Сеченова.
- С 1987 г. — занимается пластической и реконструктивной хирургией. В течение 20 лет являлся ведущим пластическим хирургом Онкологического центра им. Н. Н. Блохина.
- В 1992 г. — защитил кандидатскую диссертацию по теме «Реконструкция молочной железы».
- В 2000 г. — защитил докторскую диссертацию на тему «Реконструктивно-пластические операции в хирургии молочной железы»

Одним из первых в СССР выполнил эндопротезирование молочных желёз и мастопексию (подтяжка груди). Первым в СССР провел реконструкцию молочной железы ректоабдоминальным лоскутом.
Имеет патент на изобретение: «Способ хирургического лечения рака молочной железы по С. Н. Блохину и С. М. Портному.» (Патент РФ № 2092112, зарегистрирован 10.10.1997, приоритет от 7.10.93).

## Научные труды
Является автором более 50 научных статей по пластической хирургии, которые издавались как в России, так и за рубежом. Автор 4-х монографий по реконструктивной пластической хирургии:
- «Реконструкция молочной железы»
- «Реконструктивно-пластические операции в хирургии молочной железы» и др.

Является автором многих запатентованных методик по маммопластике и по реконструктивной хирургии, в том числе эндоскопического увеличения груди.